# Meusdorf
Meusdorf ist ein Stadtteil und zugleich Ortsteil im Stadtbezirk Südost von Leipzig. 

## Lage

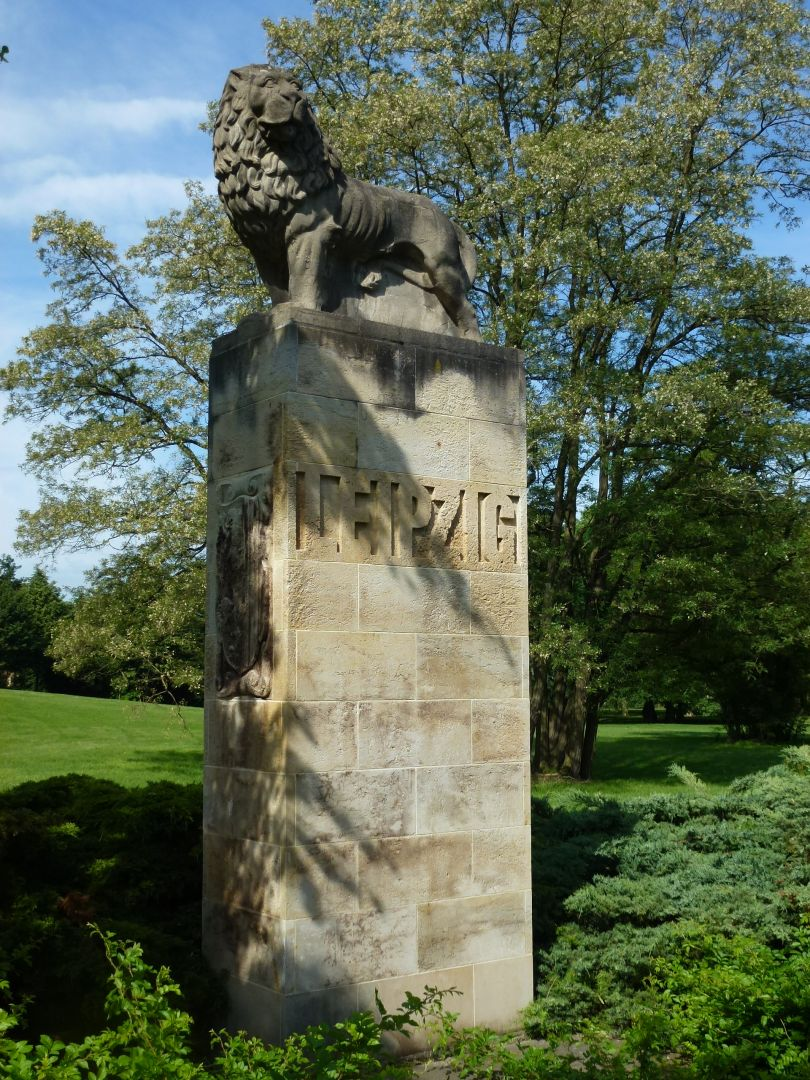
Leipziger Löwe am Ortseingang von Meusdorf

Meusdorf liegt etwa sieben Kilometer südöstlich des Leipziger Stadtzentrums. Es wird im Norden begrenzt von der Höltystraße, im Osten von der Prager Straße und der Bebauung am Tollweg, im Süden vom Osten-Sacken- und Gortschakoffweg sowie im Westen von der Chemnitzer Straße. Seine Nachbarstadtteile bzw. -orte im Uhrzeigersinn, von Norden beginnend, sind Probstheida, Holzhausen, Liebertwolkwitz, Markkleeberg-Wachau und Dösen. Bis zur Eingemeindung von Liebertwolkwitz im Jahr 2000 nach Leipzig stellte Meusdorf den südöstlichen Stadtrand von Leipzig dar, gekennzeichnet durch einen Leipziger Löwen.

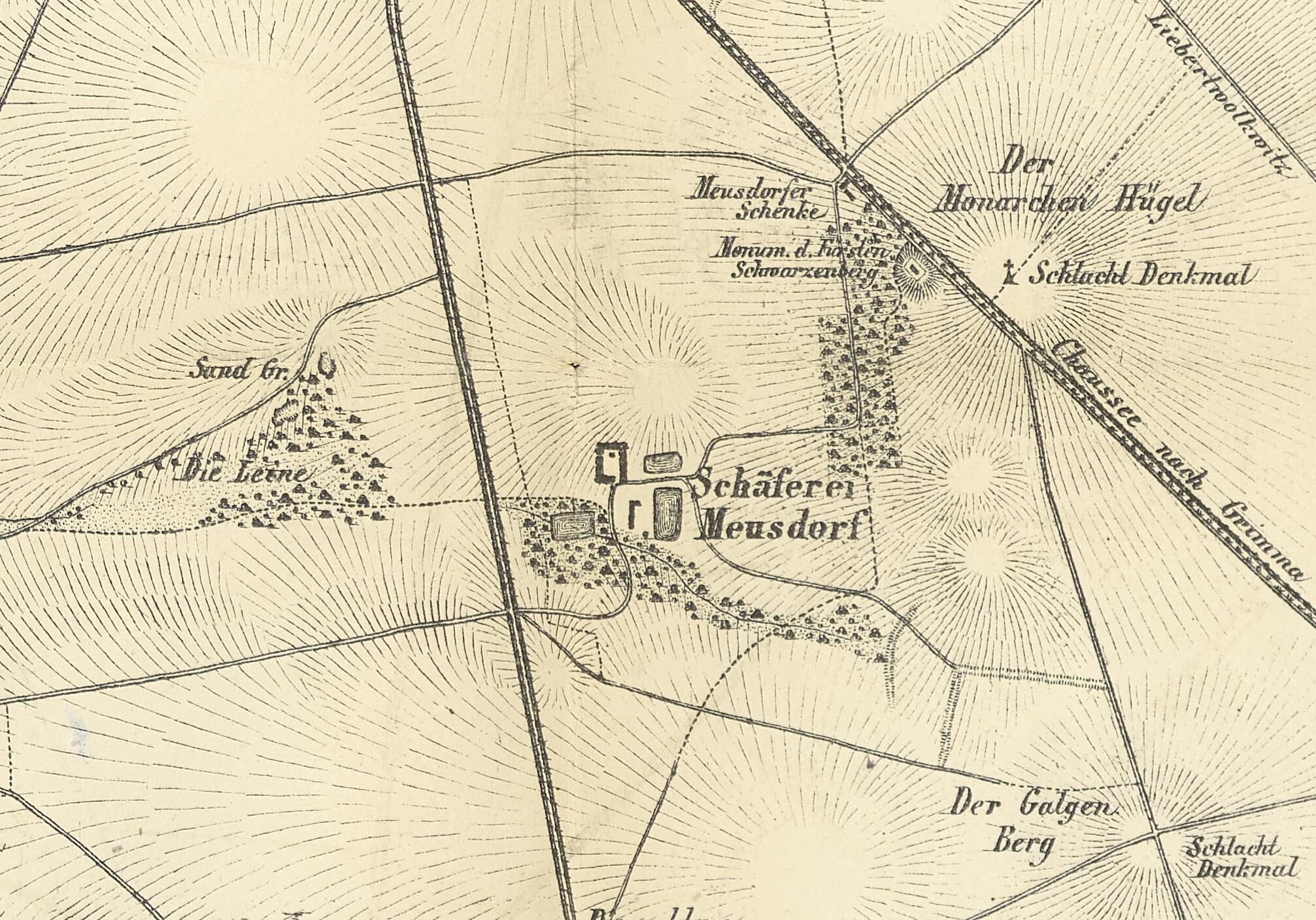
Meusdorf auf einer Karte von 1863

Meusdorf auf einer Karte von 1907

Meusdorf ist ein reines Wohngebiet, das vor allem durch Ein- und Zweifamilienhäuser geprägt ist. Diese entstanden vorwiegend in den 1930er Jahren. Bis dahin bestand Meusdorf nur aus dem Vorwerk Alte Schäferei und der Schenke „Park Meusdorf“ an der Straße nach Grimma. Durch Gärten an den Häusern und weitere Grünflächen und Bäume bietet Meusdorf ein ländliches Milieu. Auf dem Gebiet von Meusdorf entspringt der Leinegraben, der den Teich hinter dem Vorwerk durchquert und über Dösen und Dölitz zur Mühlpleiße fließt.

## Geschichte

### Vorwerk

Teich und Vorwerk Meusdorf (1897)

1245 wurde Meusdorf erstmals als Mitisdorf erwähnt. 1254 erwarb das Thomaskloster Leipzig den Ort. Wahrscheinlich wurde das Dorf während der Hussiteneinfälle 1429 zerstört, denn es wird später mehrfach als wüst bezeichnet. Lediglich einige Häuser der späteren Schäferei und eine Schenke überdauerten. 1636 kaufte der Leipziger Kaufmann Georg Winckler das Gut Dölitz mit dem nun offenbar existierenden Vorwerk Meusdorf, das Winckler zur Schafzucht nutzte. 1791 ist von 300 Merinoschafen im Vorwerk Meusdorf die Rede. Winckler errichtete in Meusdorf auch eine Ziegelei.
1843 hatte Meusdorf 39 Einwohner und 1871 43, von denen 40 in der Landwirtschaft tätig waren. Meusdorf lag bis 1856 im kursächsischen bzw. königlich-sächsischen Kreisamt Leipzig. Ab 1856 gehörte der Ort zum Gerichtsamt Leipzig II und ab 1875 zur Amtshauptmannschaft Leipzig. 1910 wurde der Gutsbezirk Meusdorf zusammen mit Dölitz nach Leipzig eingemeindet. Infolge der Bodenreform von 1945 wurde im Vorwerk ein Volksgut eingerichtet, das bis etwa 1990 bestand und vorwiegend die Mast von Schlachtvieh, zeitweise aber auch Entenzucht betrieb. Nach 1990 verfielen die Gebäude bei wechselnder Nutzung durch verschiedene Betriebe. Im Jahre 2009 wurden das Wohnhaus saniert und die übrigen Gebäude abgerissen.

### Völkerschlacht

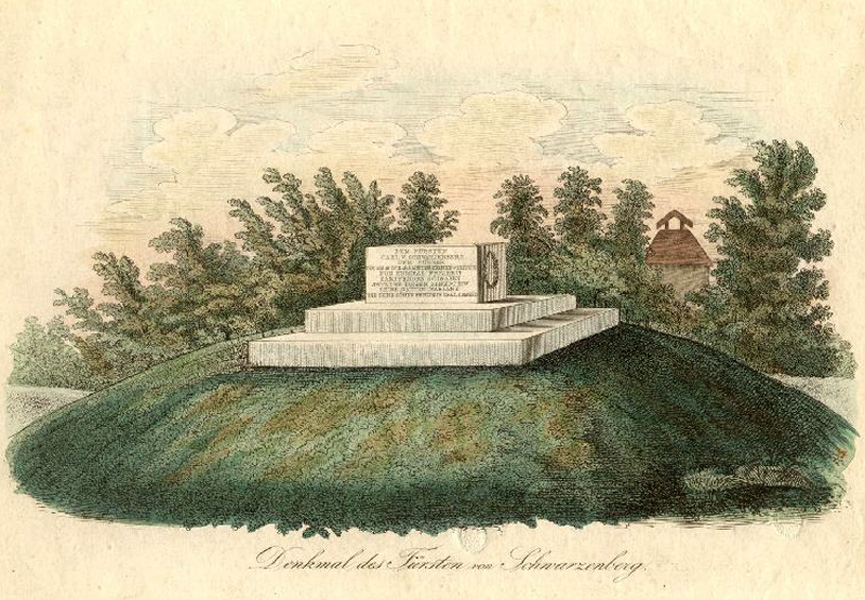
Schwarzenberg-Denkmal zur Zeit seiner Entstehung

In der Völkerschlacht bei Leipzig 1813 war Meusdorf Mittelpunkt bedeutsamer Ereignisse. Während der Schlacht bei Wachau am 16. Oktober beobachtete Napoleon die Kämpfe vom Galgenberg südöstlich Meusdorfs aus. Die folgende Nacht verbrachte er in einem Zelt nordöstlich des Vorwerks, bewacht von 25000 Mann seiner Leibgarde. In den Kämpfen am 18. Oktober wurde das Vorwerk Meusdorf schwer in Mitleidenschaft gezogen. Das Wohnhaus, die Pferde- und Kuhställe, der Schafstall, die Scheune, das Drescherhaus und ein Schank-Drescherhaus brannten vollständig ab.
Am Abend des 18. Oktober weilten die drei verbündeten Monarchen, Kaiser Franz I. von Österreich, der russische Zar Alexander I. und König Friedrich Wilhelm III. von Preußen, auf der seitdem Monarchenhügel genannten Erhebung östlich von Meusdorf (Liebertwolkwitzer Flur). Hier überbrachte der Oberbefehlshaber der verbündeten Streitkräfte Fürst Karl Philipp zu Schwarzenberg die Siegesbotschaft über Napoleon. Nahe dieser Stelle, aber auf Meusdorfer Flur, ließen 1838 die Gattin und die drei Söhne Schwarzenbergs ein Denkmal, einen Granitquader auf einer Fundamentplatte, errichten, das Schwarzenberg-Denkmal. 1847 folgte der „Verein zur Feier des 19. October“ mit einem Denkmal direkt auf dem Monarchenhügel.

### Schenke und Park Meusdorf

Gartenrestaurant Park Meusdorf (1907)

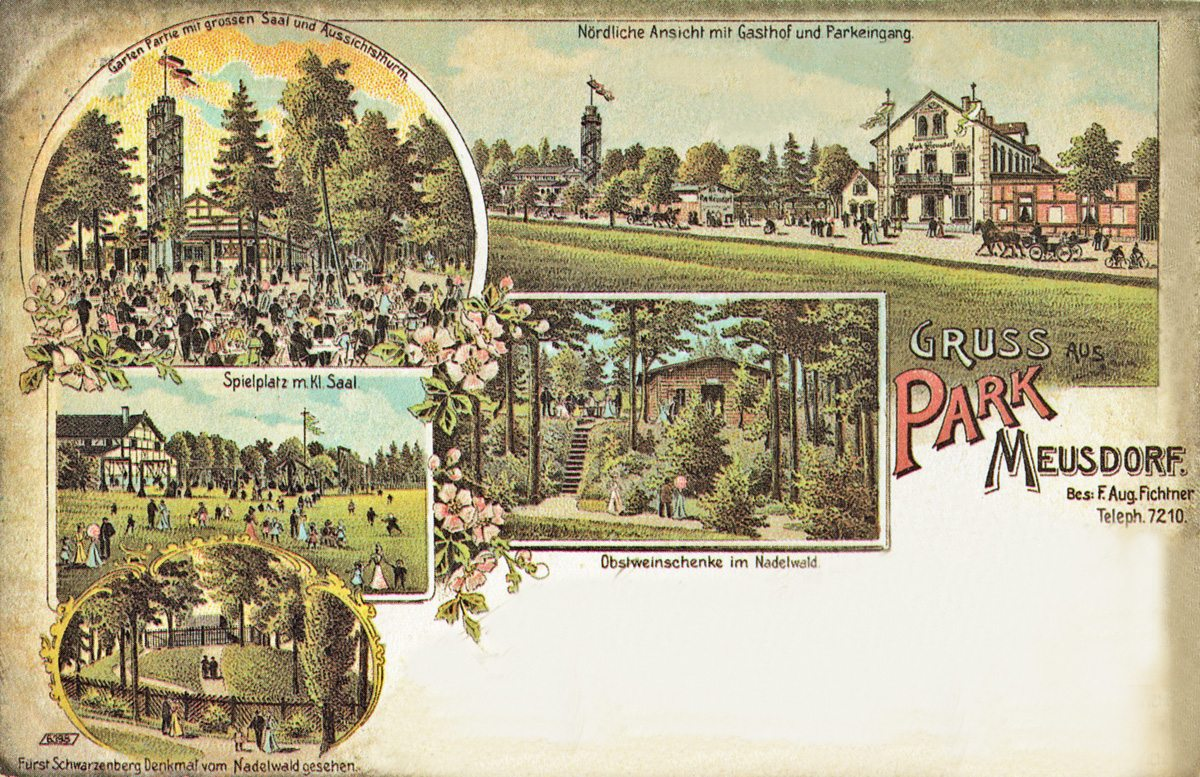
Restaurant auf einer Postkarte

Spätestens seit Beginn des 19. Jahrhunderts befand sich am nördlichen Ende von Meusdorf eine Schenke, die zunächst auf die Chaussee nach Grimma orientiert war. Einen besonderen Aufschwung erlebte sie um 1863 mit dem fünfzigsten Jahrestag der Völkerschlacht, als das Interesse an den Stätten der Völkerschlacht und ihren Denkmälern zunahm, die von hier leicht zu erreichen waren. Hinter der Gaststätte wurde ein Park angelegt und die Gaststätte in den Park hinein erweitert. Um etwa 1900 war schließlich ein Garten-Restaurant-Komplex entstanden, der bis zu 1000 Gästen Platz bot. Neben dem Restaurant gab es einen separaten großen Ballsaal, einen Theatersaal und eine Obstweinschänke. Kegelbahn und Schießstand waren ebenfalls vorhanden, und der Kinderspielplatz wurde als einer der schönsten Deutschlands gerühmt. Es fanden Theater- und Kabarettaufführungen und am Musikpavillon (z. T. erhalten) Militärkonzerte statt. Ein Aussichtsturm konnte bestiegen werden.

### Kleinsiedlung
Im Rahmen eines Hilfsprogramms für Erwerbslose wurde in den Jahren von 1933 bis 1936 ein Siedlungsbauprogramm zur Beschaffung von billigem Wohnraum verwirklicht. Auf der Meusdorfer Flur zwischen dem Vorwerk und der Gaststätte Park Meusdorf wurden 400 gleich aussehende Doppelhäuser mit 800 Siedlerstellen gebaut – die Kleinsiedlung Meusdorf. Da bei der Errichtung der Häuser Eigenleistungen einbezogen waren, hatten sich die 3000 Antragsteller einer Eignungsprüfung zu unterziehen. Die Häuser wurden, je nach Anzahl der Kinder, in drei Typen mit Wohnraumflächen zwischen 50 und 60 Quadratmetern eingeteilt. Sie hatten beim Bezug eine Wohnküche, ein kleines Zimmer und zwei Schlafzimmer, ein Waschhaus mit einem Wasserhahn und einem Waschkessel, einen Trockenabort mit Kübel, einen Stall für Hühner und Kaninchen und acht „Pflichtbäume“ auf dem 800 bis 1000 Quadratmeter großen Gelände jeder Siedlerstelle. Der Stall und der Wirtschaftsraum waren in einem Anbau des Doppelhauses untergebracht. Die finanzielle Aufwendung für einen Siedler betrug 3.197 Reichsmark, wofür günstige Kredite eingeräumt wurden.
An der Westseite der Siedlung wurden 1937 noch 18 zweigeschossige Häuserblocks mit 230 so genannten „Volkswohnungen“ mit Wohnflächen zwischen 30 und 50 Quadratmetern errichtet sowie an zentraler Stelle eine Schule und ein Kindergarten. Beim Luftangriff am 4. Dezember auf Leipzig wurden fünf Doppelhäuser durch Luftminen zerstört. Nach dem Zweiten Weltkrieg wurden verschiedene Verkaufsstellen sowie ein Kulturheim mit einer Kegelbahn errichtet, das heute (Stand: 2023) eine öffentliche Gaststätte ist. Die Wohnblöcke mit den „Volkswohnungen“ und die Verkaufsstätten am sogenannten Meusdorfer Markt wurden 2010 abgerissen.
Die sehr einfachen Wohnbedingungen der Siedlungshäuser des Anfangs genügten bald nicht mehr den höheren Wohnansprüchen, und so wurden die Häuser in Eigeninitiative vergrößert und modernisiert. Häufig wurde der ursprüngliche Wirtschaftsanbau mehrfach verlängert, so dass die so genannten „D-Zugwagen“ entstanden. Ab 1954 erfolgte der Kauf der inzwischen volkseigenen Siedlungshäuser durch die Bewohner und ab 1961 die Freigabe von Krediten für die weitere Beschaffung von Wohnraum durch Anbauten an die Häuser. Im Vergleich der anfänglich bebauten Flächen mit den heutigen liegt inzwischen eine dreimal so hohe Bodenversiegelung vor.

### 20. und 21. Jahrhundert
Meusdorf wurde 1910 nach Leipzig eingemeindet.
Am 18. Oktober 1913, dem Tag der Einweihung des Völkerschlachtdenkmals, waren hier alle zur Jahrhundertfeier in Leipzig weilenden deutschen Fürstlichkeiten sowie Kaiser Wilhelm II., König Friedrich August III. von Sachsen, König Ludwig III. von Bayern und Erzherzog Franz Ferdinand von Österreich versammelt.
1928 wurde die Straßenbahn von Probstheida über Meusdorf bis Liebertwolkwitz verlängert, so dass die Leipziger ihr Naherholungsziel leichter erreichen konnten. Der Ort wurde aber auch zu politischen Kundgebungen genutzt. So sprach zum Beispiel Adolf Hitler am 4. März 1932 im Park Meusdorf. Während des Zweiten Weltkriegs dienten die Bauten als Strafgefangenenlager und nach dem Krieg als Wohnraum für Flüchtlinge und Vertriebene. Nach und nach wurden ab 1952 die Gebäude bis auf die Gaststätte abgerissen, in der Anfang der 1950er Jahre ein Altersheim eingerichtet wurde. Gegenwärtig (Stand: 2023) ist das Gebäude in das Gelände der Christlichen Sozialwerk gGmbH Werkstatt für behinderte  Menschen Sankt Michael integriert.
Zur Zeit der DDR wurden in der nordwestlichen Ecke von Meusdorf vier Wohnblöcke und eine Schule in Plattenbauweise errichtet.
Bei der kommunalen Gliederung von Leipzig im Jahr 1992 kamen das ehemalige Parkkrankenhaus, die Haftanstalt und die Leinesiedlung, die bis dahin zu Dösen gehörten, zu Meusdorf. Die Beschreibung deren Geschichte findet sich deshalb im Artikel zu Dösen.

## Bevölkerung
| Jahr | Einwohner |
| ---- | --------- |
| 2000 | 3.709     |
| 2005 | 3.502     |
| 2010 | 3.452     |
| 2015 | 3.446     |
| 2020 | 3.326     |
| 2024 | 3.896     |

Stand: 31.12. des jeweiligen Jahres

## Politik
Bei den Wahlen zum Sächsischen Landtag gehört Meusdorf zum Wahlkreis Leipzig 4, bei Bundestagswahlen zum Bundestagswahlkreis Leipzig II (Wahlkreis 153).
Die Bundestagswahl 2021 führte bei einer Wahlbeteiligung von 75,5 % zu folgendem Zweitstimmenergebnis:
| Partei                | Meusdorf | Stadt Leipzig |
| --------------------- | -------- | ------------- |
| AfD                   | 21,2 %   | 13,3 %        |
| CDU                   | 20,3 %   | 14,0 %        |
| SPD                   | 19,5 %   | 20,9 %        |
| FDP                   | 11,4 %   | 10,1 %        |
| Die Linke             | 10,9 %   | 13,7 %        |
| Bündnis 90/Die Grünen | 08,2 %   | 18,5 %        |
| Sonstige              | 08,5 %   | 09,5 %        |

## Sehenswürdigkeiten

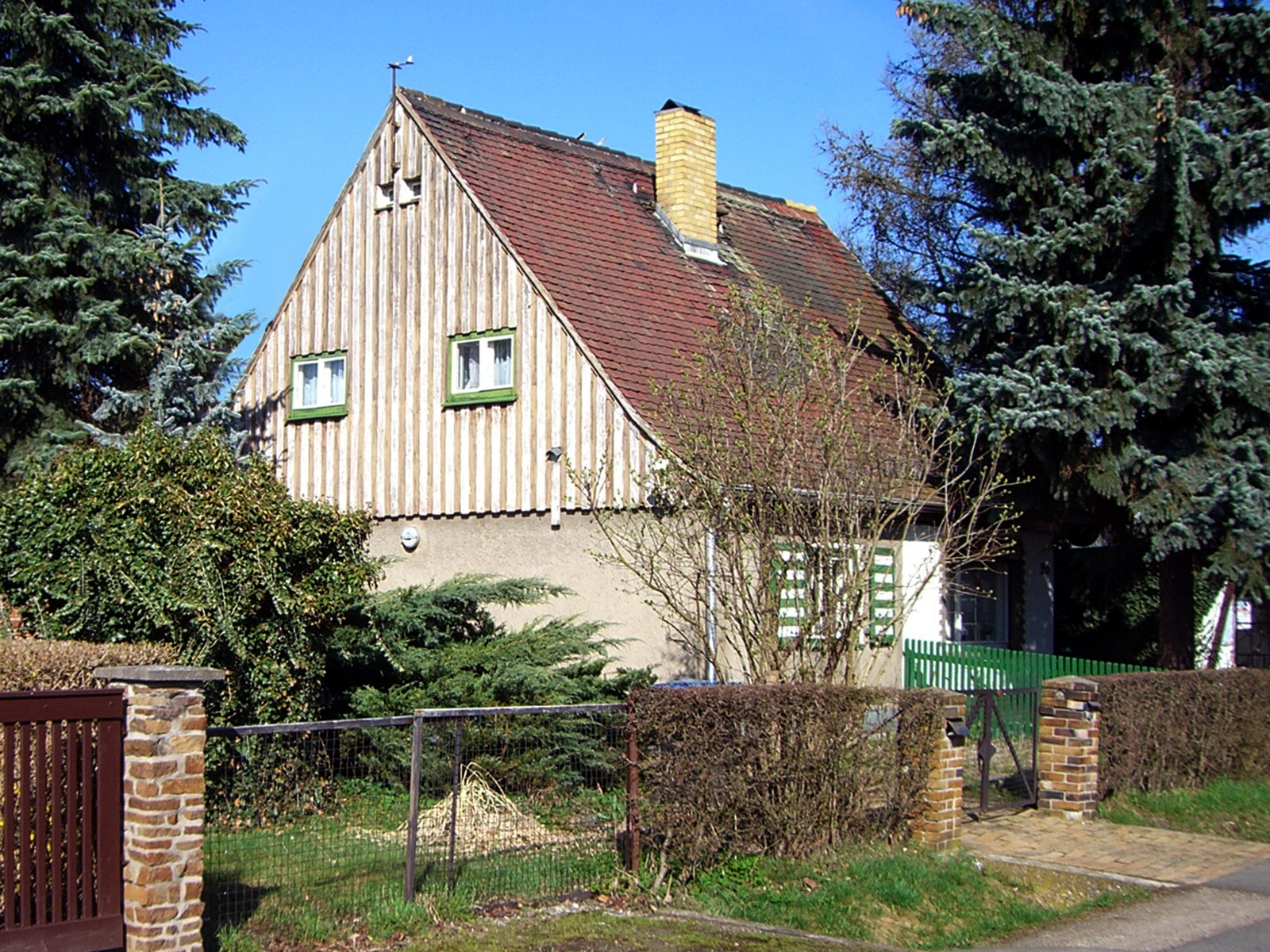
Doppelhaus, nahezu im Originalzustand
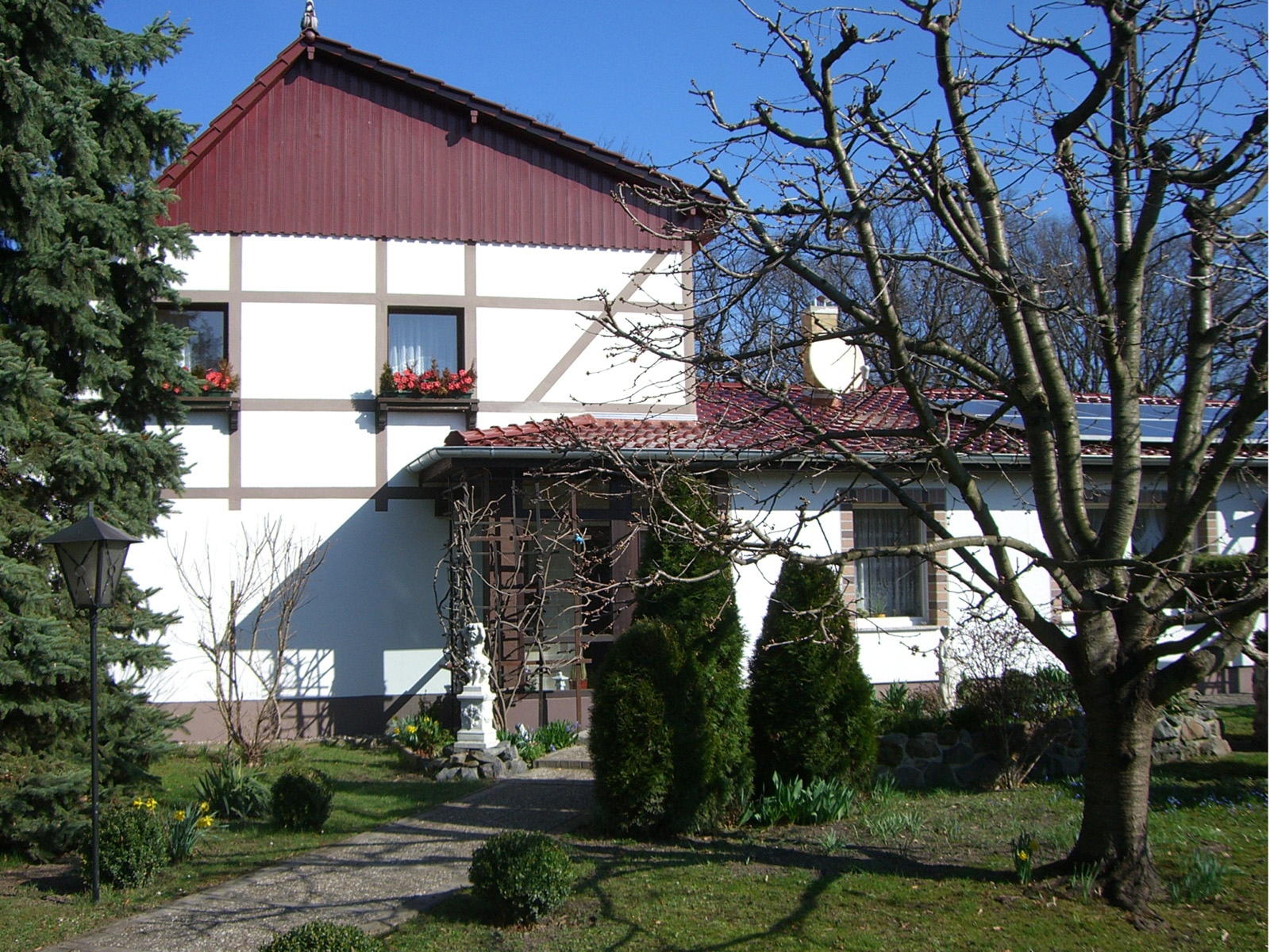
Doppelhaus, aufgestockt und angebaut
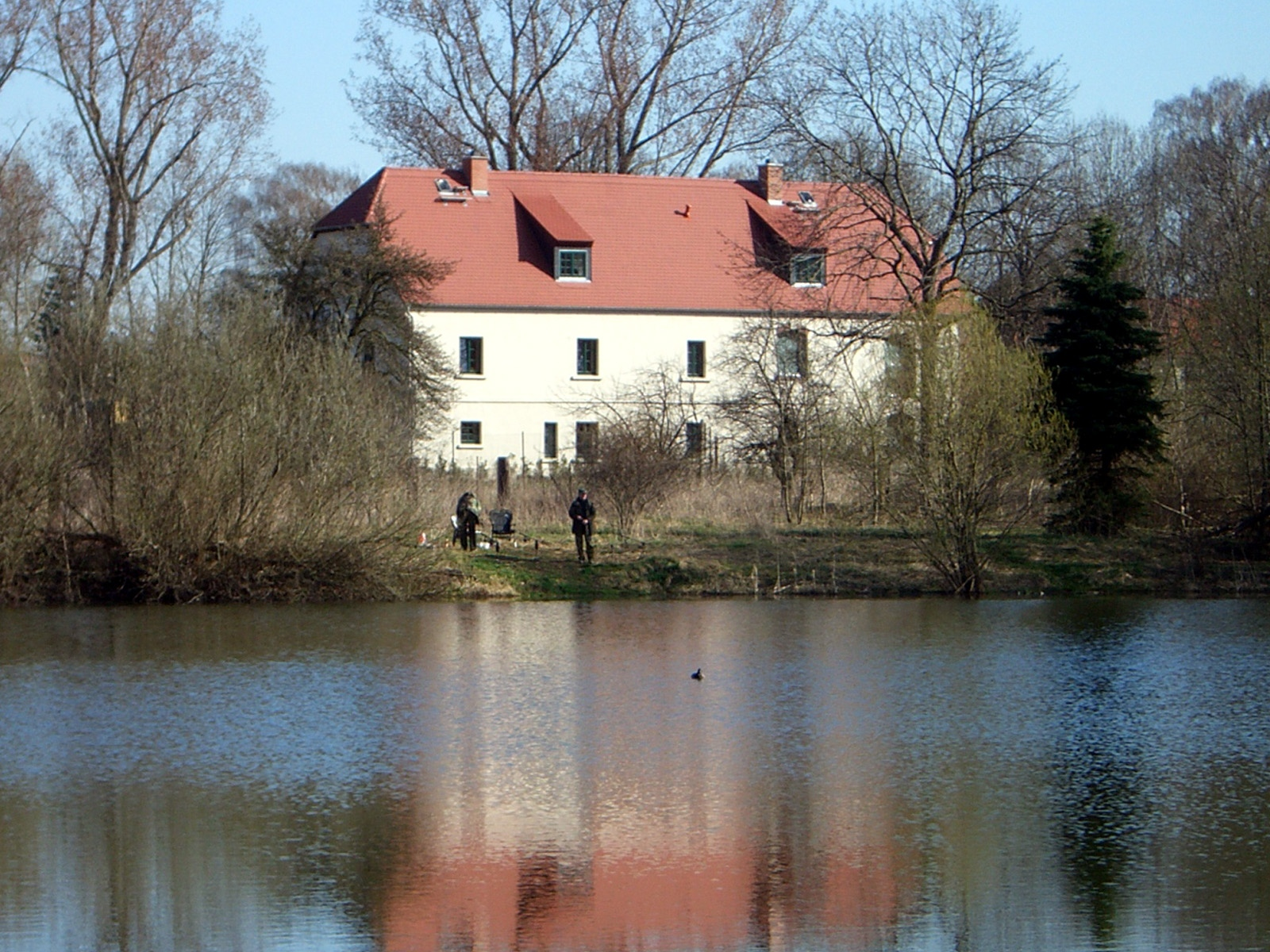
Renoviertes Wohnhaus der Alten Schäferei
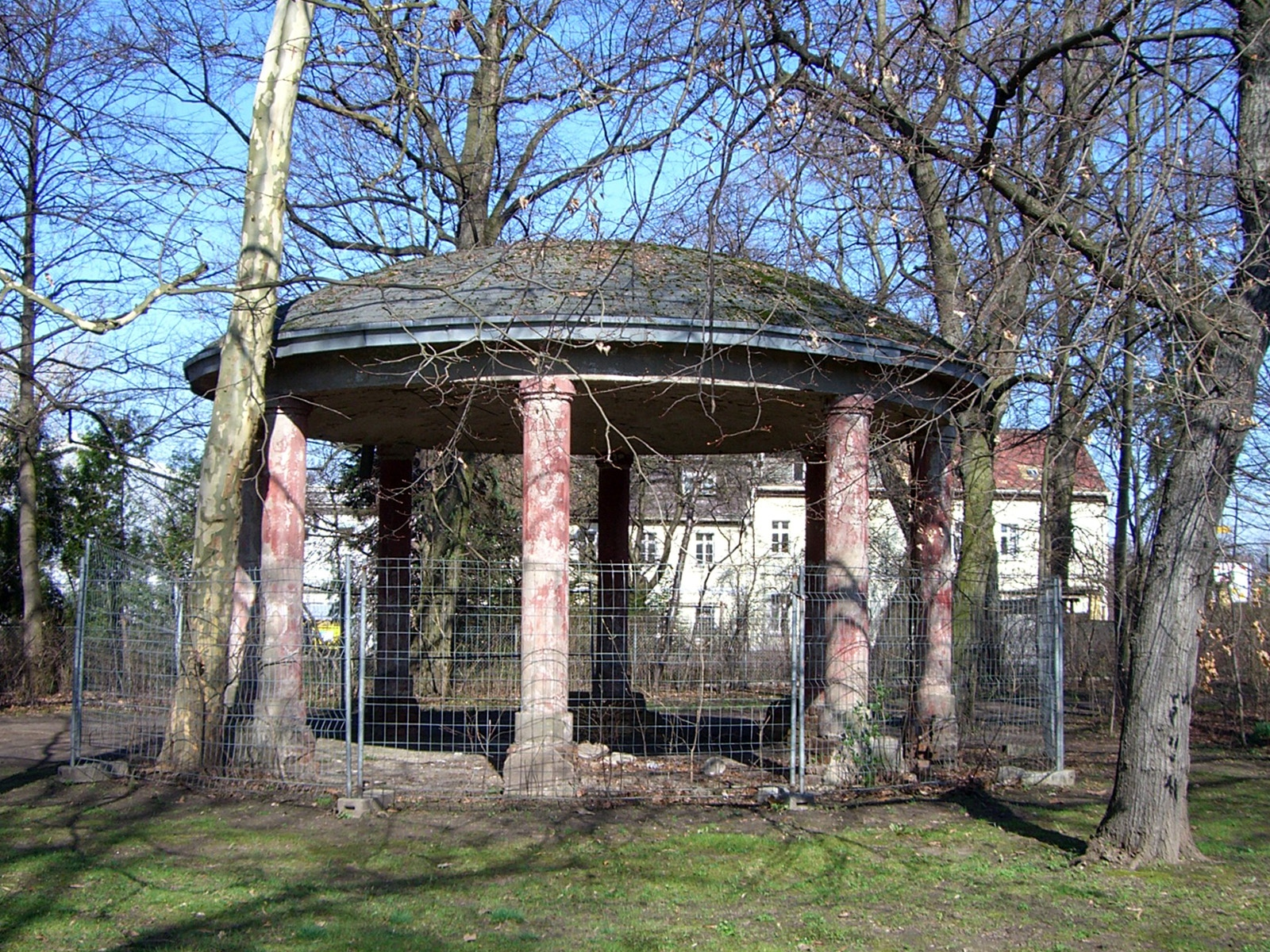
Musikpavillon der ehemaligen Parkgaststätte
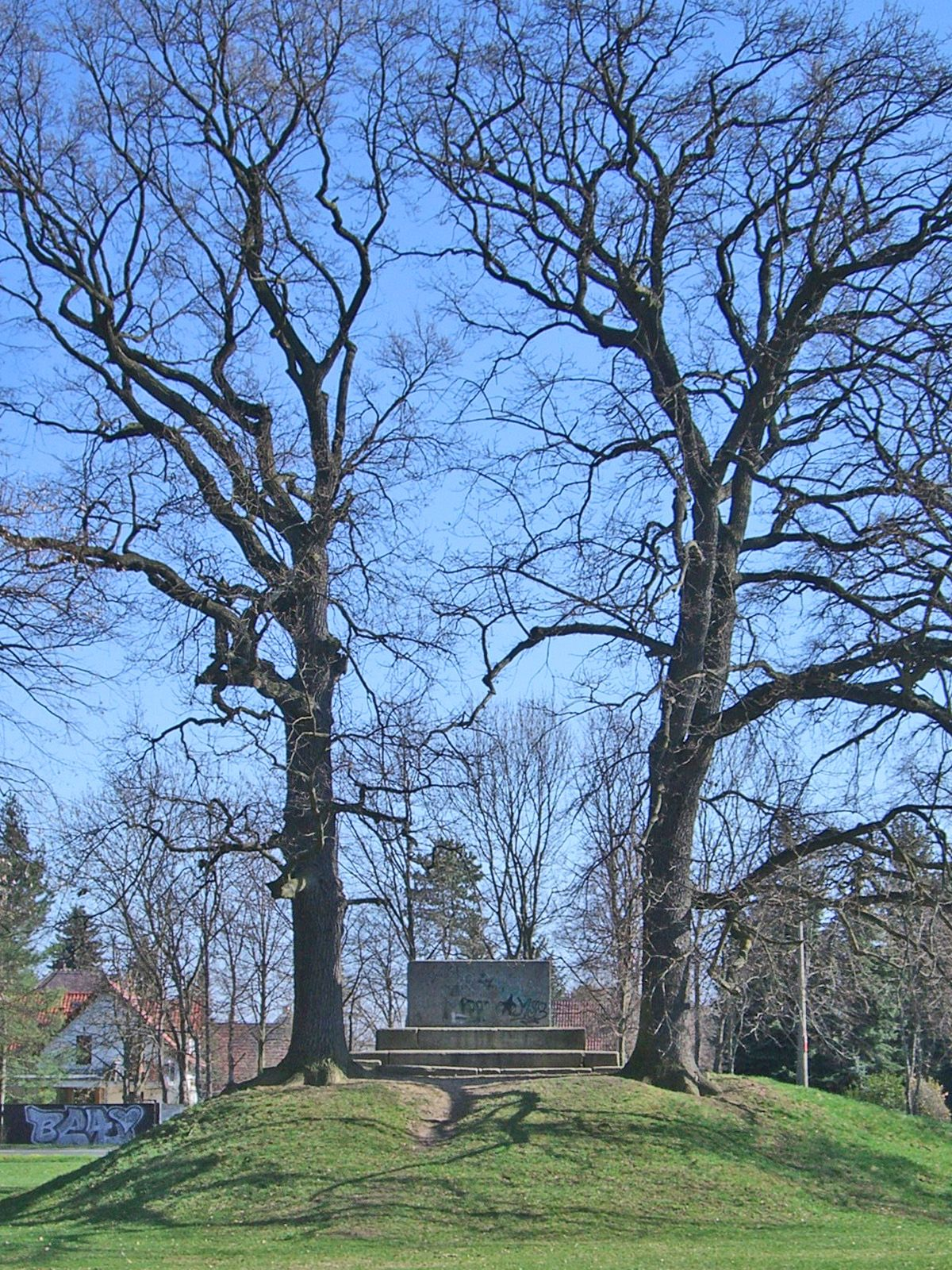
Schwarzenberg-Denkmal
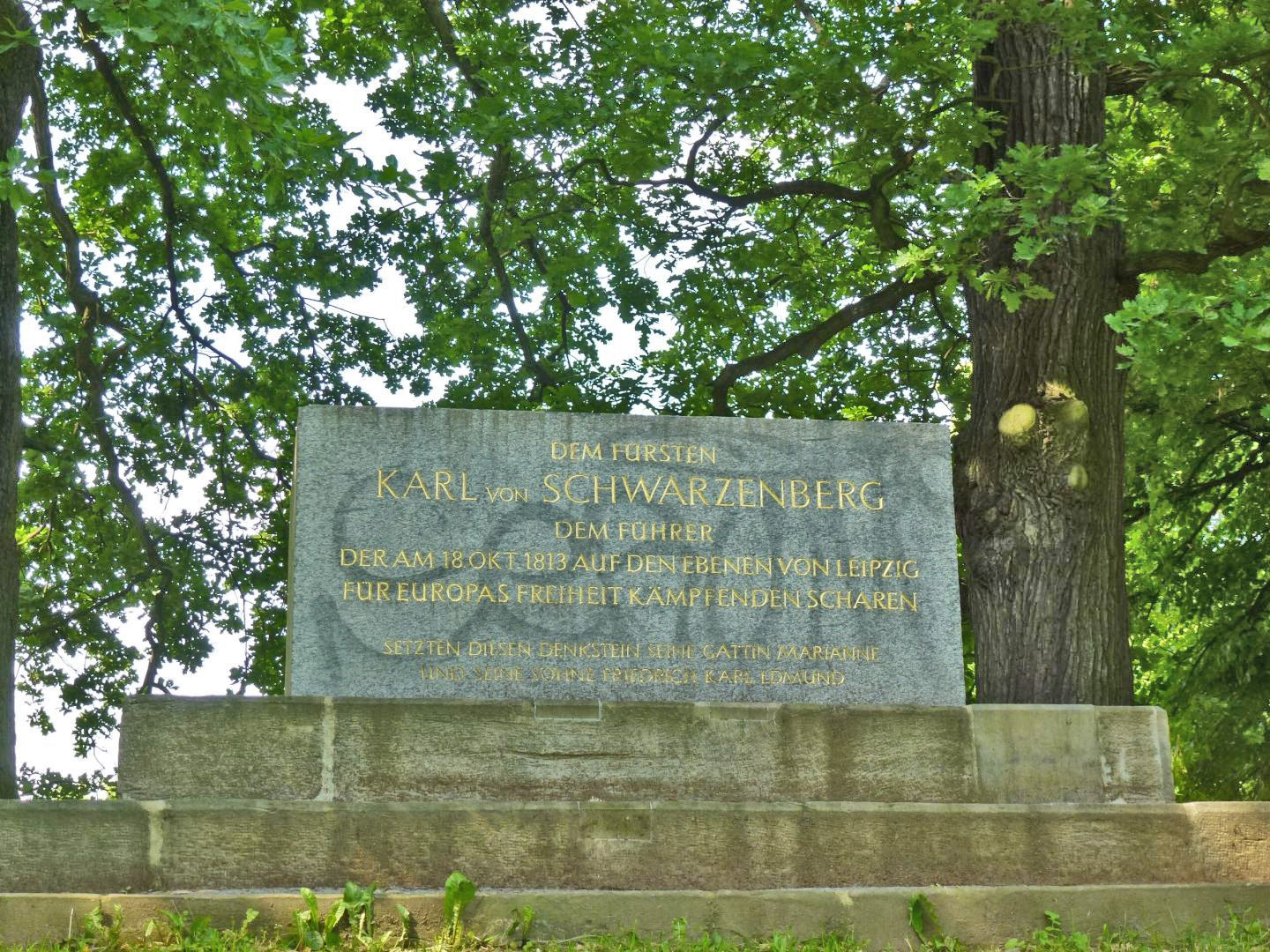
Schwarzenberg-Denkmal aus der Nähe